# Lions Clubs International
Lions Clubs International (LCI) je mednarodna organizacija, ki je bila ustanovljena 7. julija 1917 v Chicagu v ZDA. Njen pobudnik in ustanovitelj je bil zavarovalničar Melvin Jones, ki je tedanje poslovneže iz Chicaga motiviral v smeri delovanja humanitarnih dejavnosti. LCI šteje danes 1,4 milijona članov, ki delujejo v 48.000 klubih v 200 država sveta.
Prve humanitarne aktivnosti Lionov so bile usmerjene v pomoč vojakom, poslanim na fronto po vstopu Amerike v vojno ter zbiranje starih kovin in druge aktivnosti v pomoč vojakom. Sledile so številne druge akcije, ki so zaznamovale zgodovino te organizacije. Prelomno leto v delovanju je pomenila konvencija v Cedar Pointu v Ohiu, ko je pred zbranimi nastopila slepa in gluha Helen Keller, ki je s svojim slovitim pronicljivim govorom dala lionizmu novo smer delovanja – boj proti slepoti. Zgodovina LCI beleži tudi druge pomembne prelomnice delovanja. 
Zveza lions klubov Slovenije - Distrikt 129 je sestavni del mednarodne organizacije Lions Clubs International in povezuje 55 slovenskih Lions klubov in več kot 1400 članov. Prvi Lions klub v Republiki Sloveniji je bil po zaslugi Boruta Miklavčiča ustanovljen v Ljubljani, aprila leta 1990 po vodstvom  Boruta Miklavčiča. Še istega leta je bil na vzhodu države ob madžarski meji po zaslugi Jožeta Magdiča ustanovljen Lions klub Murska Sobota in na Primorskem po zaslugi Zvesta Apollonia dvojezični klub Koper - Capodistria. Cilji lionizma predstavljajo temeljno vodilo članstva. Program delovanja organizacije je pomoč vsem, ki so pomoči potrebni. Temeljnemu programu so slovenski Lioni dodali še številne druge programe - pomoč slušno prizadetim, socialni programi, boj proti drogam, pomoč pri nabavi številne medicinske opreme, izmenjava mladih, plakat miru, itd. Guverner je vodja posameznega Distrikta in se voli za eno leto. Lions organizacija temelji na teritorialnem delovanju. Slovenski Lioni pomembno zazanamujejo razvoj lionizma v novih državah Evrope. Distrikt 129 ima pomembno vlogo pri ustanavljanju Lions klubov v BiH, Srbiji in Makedoniji.
Cilji lionizma so zajeti v šestih točkah:
- Ustvarjati in krepiti duha sporazumevanja med ljudmi vsega sveta.
- Podpirati državnike in državljane pri njihovem delu v korist skupnosti.
- Zavzemati se za javno, kulturno, socialno in moralno blaginjo.
- Povezovati klube v prijateljstvu, zdravem tovarištvu in medsebojnem razumevanju.
- Omogočati odkrito obravnavo vseh vprašanj, vendar brez politične, strankarske ali verske nestrpnosti.
- Uveljavljati v zasebnem in javnem življenju visoka etična načela ter spodbujati ljudi k prostovoljnemu delu za skupnost.

Zgodovinske prelomnice Lions Clubs International
- Leto 1917
  - 7. julija 1917 je v hotelu La Salle v Chicagu na pobudo zavarovalničarja Melvina Jonesa potekal ustanovni sestanek Lions Clubs International
  - 8. oktobra 1917 je bila organizirana že prva konvencija LCI, ki je potekala v Dallasu, Texas ZDA
- Leto 1918
  - novembra 1918 je izšla prva številka časopisa THE LION
- Leto 1921
  - 31. decembra 1921 je bil oblikovan današnji emblem LCI
  - 31. decembra je bil ustanovljen prvi Lions klub izven ZDA. Ustanovljen je bil v Ontariu v Kanadi. Sledile so ustanovitve klubov v Torontu in Hamiltonu. LCI je postala mednarodna oganizacija.
- Leto 1925
  - na konvenciji v Cedar Pointu je slepa in gluha Helen Keller nagovorila člane LIONS z Vitezi v boju proti slepoti
- Leto 1926
  - 9. maja 1926 sta admiral Byrd in Floyd Benett, oba člana LCI, postavila zastavo Lions Clubs International na severni zemeljski pol.
  - 1. oktobra 1296 je Kitajska z Lions klubom Tientsin postala članica LCI. Petinpetdeset ustanovnih članov je različnih narodnosti: Kitajci, Angleži, Nemci, Italijani, Francozi, Japonci, Avstrijci, Madžari in Američani.
- Leto 1927
  - Članica LCI je postala Mehika z ustanovitvijo Lions kluba (LC) Nuevo Laedo
- Leto 1930
  - Lion iz PEORIE, Illinois, predsednik LC George A. Bonham je »izumil« belo palico za slepe
  - V tridesetih letih v vojni oslepeli lion izumi ŽEPNO BRAILLOVO PISAVO
- Leto 1939
  - Lionsi iz Detroita v Michiganu so ustanovili šolo za šolanje psov vodnikov za slepe.
- Leto 1945
  - Organizacija LCI je dobila posvetovalni status pri Združenih narodih za področje nevladnih aktivnosti.
- Leto 1948
  - V Stocholmu na Švedskem je ustanovljen prvi evropski klub. V kasnejših letih mu sledijo klubi v Švici, Franciji, na Norveškem, v Angliji, na Danskem in drugod.